# 岐陽高校体罰死事件
岐陽高校体罰死事件（ぎようこうこうたいばつしじけん）は、1985年（昭和60年）5月9日に茨城県筑波郡谷田部町（現在のつくば市）で発生した、教員による体罰で岐阜県立岐陽高等学校の生徒が死亡した事件。
教師が生徒に暴行し死亡させた前代未聞の事件として注目された。

## 概要

### 事件までの経緯
岐陽高校では2年生は同年5月7日から3泊4日の日程で国際科学技術博覧会の見学も兼ねた修学旅行が行われた。この旅行の開始直後に後に加害者となる教員が、担任のクラスの生徒の1人が学校側に持参を固く禁じられているヘアーアイロンを持参しているのを発見し、没収する。翌々日朝には宿泊先で同じクラスの別の生徒がヘアードライヤーを使用しているところを発見され取り上げられた。
同日の朝食後に担任は教員が使用する部屋に戻ったときに、同室で後に死亡する前記とは異なる生徒がヘアードライヤーを持参していたことで正座させられていた。生徒指導担当の教員と相談した上で、前記の生徒2人も呼び出し説諭することとした。そこで生徒指導教諭は正座させて厳しく叱責し平手で数回殴打した。この後に担任に「前任校はこんなものか」と問いただしたところ、担任は「自らも生徒に対して指導しなければ示しが付かない」と追い詰められた気持ちになり、体罰を行うようになった。

### 死亡の原因となった体罰
担任は死亡することとなる男子生徒について、このようなことをしないと信じていたのに裏切られたという思いから、「このやろう!」と言い、殴り始める。平手で5,6回頭を殴り、足で肩を蹴った。2回目に蹴られたときに後ろの壁に頭をぶつけた。そこから起き上がりかけたところを腹を蹴られ、再び壁に頭をぶつけた。そこで男子生徒は謝ってうずくまったが、その時に鳩尾あたりを踏まれた。そこから担任は男子生徒の様子がおかしくなったのに気付き足を離した。この生徒は同日の午前10時10分ごろに搬送先で暴行に起因する急性循環不全により死亡した。

### 事件後
この担任は傷害致死罪に問われ、懲役3年の実刑に処された。また岐阜県教委からも懲戒免職処分を受けた。
この事件については第102回国会の衆議院文教委員会で議論された（答弁した政府委員は高石邦男、時の文部大臣は松永光）。
死亡した生徒の告別式では報道陣が詰めかけ、参列した友人が出棺の際に、校長・教頭を吊るし上げて謝罪を要求する一幕を映像に収めた。